# Euplexaura thomsoni
Euplexaura thomsoni är en korallart som beskrevs av Kükenthal 1924. Euplexaura thomsoni ingår i släktet Euplexaura och familjen Plexauridae. Inga underarter finns listade i Catalogue of Life.